# Raymonde Abecassis
Raymonde Cohen Abecassis, nota anche con lo pseudonimo di Raymonde El Bidaouia (in arabo ريموند ابيكاسيس‎?; in ebraico ריימונד אבקסיס‎?; Casablanca, gennaio 1943), è una cantante e attrice marocchina naturalizzata israeliana.

## Biografia
Raymonde Abecassis nacque a Casablanca nel 1943 da famiglia ebraica marocchina. Raggiunse la popolarità in Marocco negli anni 1970 come cantante di musica chaabi e malhun, distinguendosi in particolare per i suoi capelli biondi. Tra le sue canzoni Al adama ma mannouch, Attoumoubil e Idirha al kass ottennero un vasto successo negli anni 1980. All'apice del successo, Abecassis venne invitata da re Hasan II a esibirsi al palazzo reale.
Stabilitasi in Israele insieme alla famiglia avviò varie iniziative volte a preservare il patrimonio ebraico marocchino, emarginato dall'establishment israeliano, fondando una compagnia teatrale attiva in esibizioni in arabo marocchino e dando un impulso fondamentale alla popolarità della musica marocchina in Israele. Abecassis costruì anche una carriera nel mondo del cinema, passione che trasmise anche alla figlia Yael Abecassis, divenuta celebre volto del cinema israeliano e internazionale. Raymonde si distinse in particolare per ruoli relativi all'ambiente culturale della comunità immigrata marocchina in Israele. La sua popolarità in Marocco conobbe un ravvivamento a partire dal 2018, in seguito a un concerto tenuto a Essaouira insieme a Haja El Hamdaouia, attirando l'attenzione della stampa marocchina e israeliana.

## Filmografia
- Ultima estate a Tangeri (1987)
- Florentine (1997)
- The Investigation Must Go On (2000)
- The Barbecue People (2003)
- Until Tomorrow Comes (2004)
- Something Sweet (2004)
- Love Hurts (2004)
- Vai e vivrai (2005)
- She's Got It (2006)
- Ima veAbbaz (2012)
- Our Boys (2019)